# Шарафутдінова Ірина Миколаївна
Ірина Миколаївна Шарафутдінова (4 грудня 1929, Київ — 3 січня 2024, Київ) — український археолог, кандидат історичних наук, дослідниця доби бронзи України, відіграла ключову роль у виділенні сабатинівської культури.

## Родина
- Батько, Самсоні-Тодоров[2] Микола (?—1936) — хімік
- Мати, Тищенко Антоніна Павлівна (5 жовтня 1901, Покошичі[3] — 2013, Київ) — геолог, у 2011-2012 роках найстарша жителька Києва
- Двоюрідний брат, Тищенко Костянтин Миколайович (1941—2023) — український мовознавець і педагог
- Чоловік, Шарафутдінов Батий Ахкамович (4 грудня 1922 — 2 листопада 1987) — український історик, кипчак за національністю
- Син, Шарафутдінов Андрій Батийович

## Вибрані праці
- Поселення епохи пізньої бронзи поблизу Кременчука // Археологія. — 1964. — ХVII
- К вопросу о сабатиновской культуре // СА. — 1968. — No 3
- Бронзові серпи Північно-Західного Причорномор'я (кінець ІІ — початок І тисячоліття до н. е.) // Археологія. — 1971. — випуск 1, стор. 26-43.
- Бронзоливарна майстерня з с. Головурів на Київщині // Археологія. — 1973. — 12;
- Орнаментовані сокири-молотки з катакомбних поховань на Інгулі // Археологія. — 1980. — 33;
- Степное Поднепровье в эпоху поздней бронзы. — К., 1982;
- Культуры эпохи бронзы на территории Украины. — К., 1986 (у співавт.);
- Хозяйство племен сабатиновской культуры // Первобытная археология. Материалы и исследования. — К., 1989.

- Шарафутдінова І. М. Сабатинівська культура // Енциклопедія історії України : у 10 т. / редкол.: В. А. Смолій (голова) та ін. ; Інститут історії України НАН України. — К. : Наукова думка, 2012. — Т. 9 : Прил — С. — С. 412. — ISBN 978-966-00-1290-5.; ЕІУ, том 9
- Шарафутдінова І. М. Виноградний Сад // ЕІУ, том 1